# エジプト革命 (1919年)
1919年エジプト革命（1919ねんエジプトかくめい）は、サアド・ザグルールが組織したワフド党によって展開された、エジプトを保護国としていたイギリスに対する独立運動である。この革命により、1922年にエジプトは独立を達成（エジプト王国）し、1923年には新憲法が公布された。

## 背景
1918年11月11日、ヨーロッパにおいて、第一次世界大戦が終結すると、サアド・ザクルールを代表とする反植民地活動家は、エジプトに駐在していたレジナルド・ウィンゲート高等弁務官に対して、イギリスによるエジプト支配の終了とパリで開催される講和会議には、エジプト人も出席できるように要請した。しばらくして、独立を求める運動が組織されるようになり、市中を埋め尽くすようになった。ただし、この運動は暴力を伴うものではなく、市民的不服従の性格を帯びていた 。ザクルールとワフド党は、エジプト中の町、村を訪れ、エジプトが完全に独立を達成するための請願書の署名を集めていった。イギリスは、ワフド党の支持を見るにつけ、社会的な不安を感じるようになり、1919年3月には、ザクルールとそのほか2人の指導者を逮捕し、マルタへ流した。エジプト史の教授であるJames Jankowskiの言葉を借りれば、「この結果は革命であった」

## 流れ

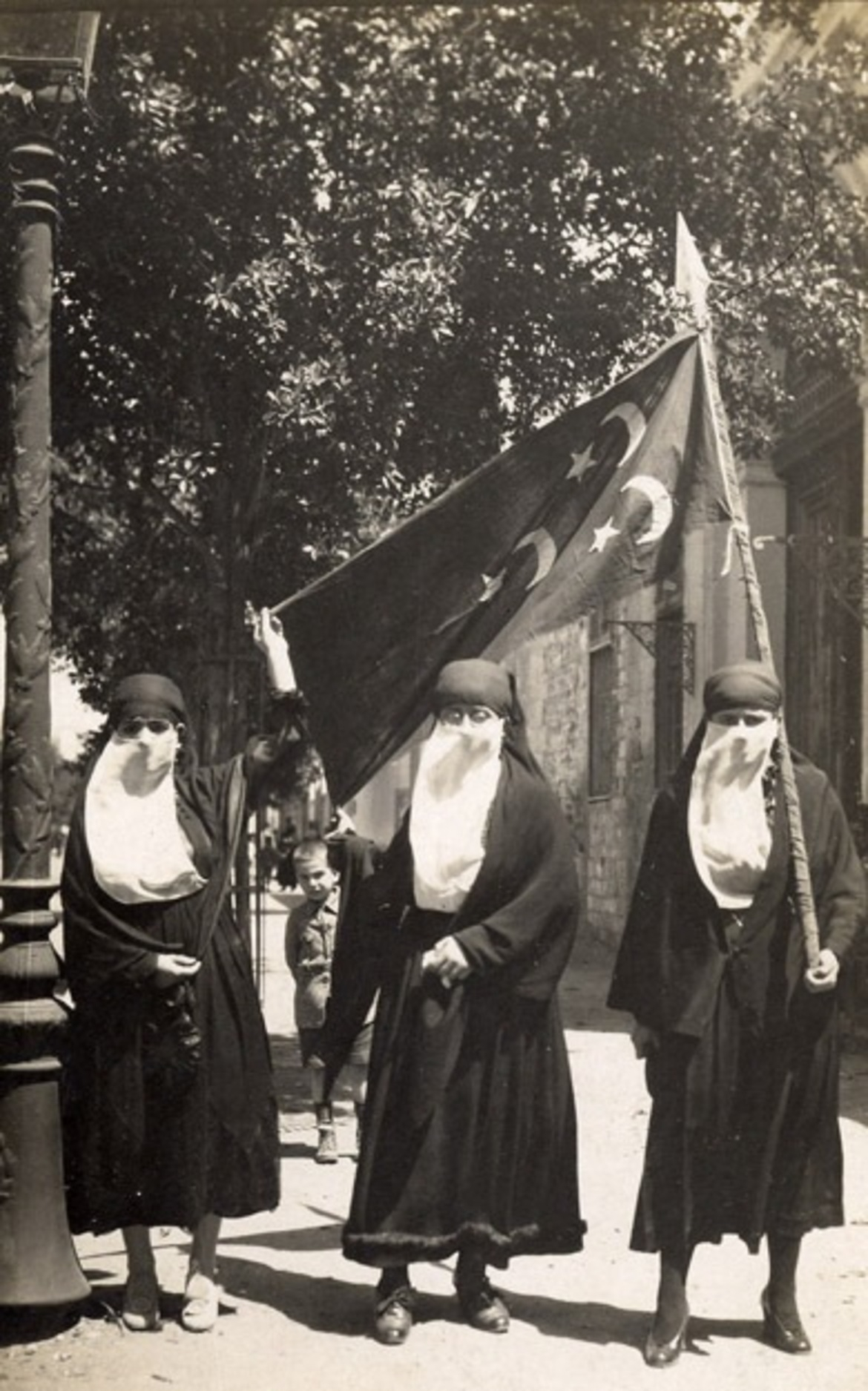
カイロでのデモ行動

1919年3月8日、ザクルールの逮捕・マルタへの流罪を起因とする形で、エジプトで革命が勃発した。4月までの数週間の間、エジプトの随所でデモンストレーションとストライキが起きた。デモやストライキには、学生、公務員、商人、農民、労働者、イスラームやコプト正教会といった宗教の枠を超える形での宗教指導者、さらに、女性が参加した。エジプトにおけるデモやストライキは日常生活を停止させ、また、少しずつ、暴力性を帯びていくようになった。イギリスの軍事施設、公共施設にまで攻撃対象が広がっていった。イギリスは、エジプト情勢に鑑みて統治を放棄し、1922年2月22日、エジプトは独立を達成した。
ワフド党は、1923年に議院内閣制に基づく憲法を起草し、1924年、ザクルールは、エジプトで最初の議院内閣制に基づく首相に就任した。とはいえ、エジプトの独立は、あくまでも形式的なものであり、イギリスの軍隊は、エジプトに駐在し続けた。この暴動が終了するまでに、ニューヨーク・タイムスは、800人以上のエジプト人が命を落とし、1600人以上が負傷したと報じている。

## 注・出典
1. ↑  Vatikitotis 1992, p. 267
2. ↑  2000, p. 112
3. ↑  Jankowski, op cit.
4. ↑  NY Times. 1919